# Portrait de la marquise d'Orvilliers
Le Portrait de la marquise d'Orvilliers est un tableau peint par Jacques-Louis David en 1790, il représente Jeanne Robertine Rilliet, marquise d'Orvillier (1772-1862), épouse de Jean-Louis Tourteau d'Orvilliers. Peint en même temps que le  Portrait de la comtesse de Sorcy-Thélusson sa sœur, les deux tableaux représentent les filles du banquier genevois Jacques Rilliet. 

## Historique
Propriété du modèle, le tableau est transmis à sa fille Adélaïde Tourteau d'Orvilliers, épouse d'Antoine Louis de La Tour du Pin de La Charce. En 1914, Sosthène-Louis marquis de Turenne d'Aynac, dernier descendant propriétaire de  l'œuvre, la vend à Rosalie von Gutmann comtesse de Fitz-James. Cette dernière lègue en 1923 le portrait au Musée du Louvre (inventaire RF 2418), où il est conservé.

### Description
Sur ce portrait, l'artiste représente le modèle dans la pose de l'Agrippine assise du Capitole, attitude que David reprendra pour le portrait de Madame de Verninac .

## Pour approfondir

### Articles Connexes
- Jacques Louis David
- Portrait de la comtesse de Sorcy-Thélusson
- Portrait de Madame de Verninac